# Europees kampioenschap zaalhockey vrouwen 2010
EuroHockey Indoor Nations Championship Women 2010, ook wel het EK Zaalhockey Vrouwen 2010, vond plaats van 22 januari tot en met 24 januari 2010. Acht landen streden in de Rhein-Ruhr Halle in Duisburg om de Europese titel. De winnaar was Oekraïne die met 6-5 van Spanje wisten te winnen. De bronzen medaille ging naar Duitsland, net naast het podium belandde Nederland.

## Groepsfase

### Groep A
| Land      | Wed | Win | Gel | Ver | DV | DT | +/- | Pnt |
| --------- | --- | --- | --- | --- | -- | -- | --- | --- |
| Duitsland | 3   | 3   | 0   | 0   | 19 | 11 | +8  | 9   |
| Oekraïne  | 3   | 2   | 0   | 1   | 17 | 12 | +5  | 6   |
| Schotland | 3   | 1   | 0   | 2   | 11 | 13 | -2  | 3   |
| Litouwen  | 3   | 0   | 0   | 3   | 4  | 15 | -11 | 0   |

22 januari 2010
| Schotland | 5 - 2 | Litouwen  |
| Duitsland | 8 - 7 | Oekraïne  |
| Oekraïne  | 4 - 0 | Litouwen  |
| Schotland | 2 - 5 | Duitsland |

23 januari 2010
| Duitsland | 6 - 2 | Litouwen  |
| Oekraïne  | 6 - 4 | Schotland |

### Groep B
| Land        | Wed | Win | Gel | Ver | DV | DT | +/- | Pnt |
| ----------- | --- | --- | --- | --- | -- | -- | --- | --- |
| Nederland   | 3   | 3   | 0   | 0   | 18 | 6  | +12 | 9   |
| Spanje      | 3   | 2   | 0   | 1   | 14 | 9  | +5  | 6   |
| Wit-Rusland | 3   | 1   | 0   | 2   | 12 | 19 | -7  | 3   |
| Polen       | 3   | 0   | 0   | 3   | 10 | 20 | -10 | 0   |

22 januari 2010
| Wit-Rusland | 3 - 5 | Spanje      |
| Nederland   | 6 - 2 | Polen       |
| Spanje      | 7 - 3 | Polen       |
| Nederland   | 9 - 2 | Wit-Rusland |

23 januari 2010
| Wit-Rusland | 7 - 5 | Polen     |
| Spanje      | 2 - 3 | Nederland |

## Halve finale
23 januari 2010
| Oekraïne  | 3-2 | Nederland |
| Duitsland | 2-4 | Spanje    |

## Finale
24 januari 2010
| 3e en 4e plaats | Nederland | 2 - 4 | Duitsland |
| 1e en 2e plaats | Oekraïne  | 6 - 5 | Spanje    |

## Selectie van Nederland
Joost van Geel (bondscoach), Marieke Dijkstra (assistent bondscoach), Eveline Goldhoorn (Manager), Sjoerd Hepkema (fysiotherapeut)
Adinda Boeren (K), Merel de Blaey, Karin den Ouden, Veerle Goudswaard, Claire Hendriks (k), Jolanda Plijter, Puck Reckers, Caia van Maasakker, Belle van Meer, Claire Verhage, Leonoor Voskamp, Willemijn Willemse